# Lupus (motorfiets)
Lupus is een historisch merk van motorfietsen.
De bedrijfsnaam was Rudolf Wolf & Co., Berlin-Tempelhof, later Lupus Motorradbau, Stuttgart.
Duits merk dat van 1923 tot 1926 slechts één model produceerde, een 148 cc tweetakt. De firmanaam was afgeleid van de naam van de eigenaar. Canis Lupus is Latijn voor "Wolf".